# Evangelische Pfarrkirche (Burk)

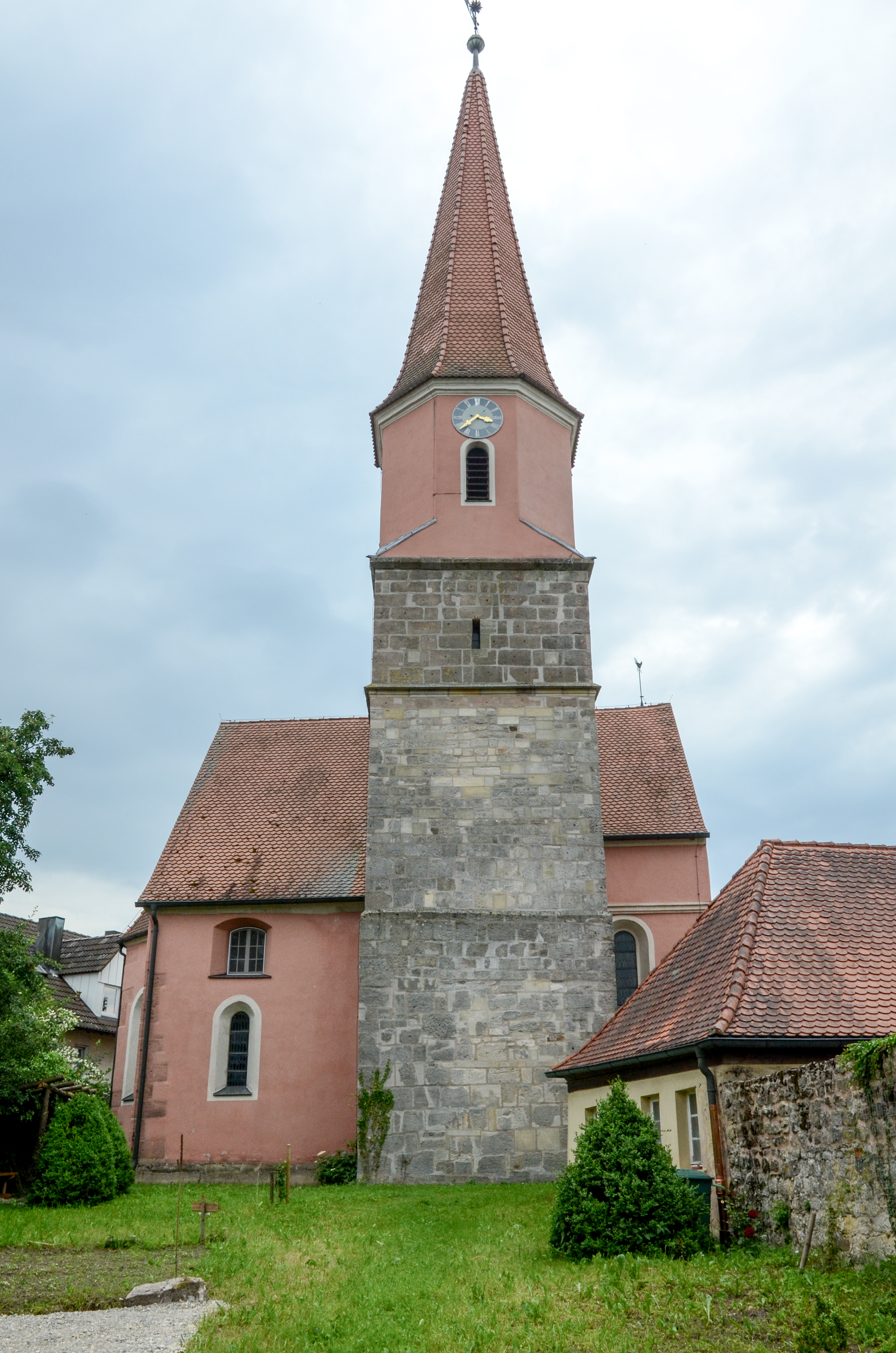
Evangelische Pfarrkirche (Burk)

Die Evangelische Pfarrkirche ist ein denkmalgeschütztes Kirchengebäude, das in Burk steht, einer Gemeinde im Landkreis Ansbach (Mittelfranken, Bayern). Das Bauwerk ist unter der Denkmalnummer D-5-71-128-1 als Baudenkmal in der Bayerischen Denkmalliste eingetragen. Die Kirchengemeinde gehört zum Dekanat Ansbach im Kirchenkreis Ansbach-Würzburg der Evangelisch-Lutherischen Kirche in Bayern.

## Beschreibung
Die beiden unteren Geschosse des Kirchturms aus Bruchsteinen, der an der Nordseite des Langhauses steht, stammen aus dem 13. Jahrhundert. Sie wurden 1672 nach einem Brand mit einem Geschoss aus Quadermauerwerk und einem weiteren achteckigen, das die Turmuhr und den Glockenstuhl mit ursprünglich drei Kirchenglocken, beherbergt, aufgestockt, und mit einem achtseitigen, spitzen Helm bedeckt. Das Langhaus hat im Osten eine dreiseitige Apsis, die ursprünglich den Schluss des Chors bildete. 
Die Orgel mit 14 Registern, zwei Manualen und einem Pedal wurde 1989 von der Hey Orgelbau errichtet.